# 隆派恩鎮區 (阿肯色州林肯縣)
隆派恩鎮區（英語：Lone Pine Township）是位於美國阿肯色州林肯縣的一個行政鎮區。

## 地方資料
隆派恩鎮區的面積為93.95平方千米，當中陸地面積為93.95平方千米，而水域面積為0.00平方千米。根據2010年美國人口普查的數據，當地共有人口755人，而人口密度為每平方千米8.04人。